# John Kluge
Pour les articles homonymes, voir Kluge.
John Werner Kluge, né le 21 septembre 1914 à Chemnitz (Allemagne) et mort le 7 septembre 2010 en Virginie dans son domicile près de Charlottesville, était un homme d'affaires germano-américain. 
Magnat des médias, il était le propriétaire de Metromedia. En 2007, sa fortune était estimée à 9,1 milliards de dollars (voir Liste des milliardaires du monde).
Il est aussi le créateur du Prix John-Werner-Kluge.
Il meurt en 2010 à l'âge de 95 ans.